# Parlamentswahl in Finnland 1962
- SKDL: 47
- TPSL: 2
- SDP: 38
- RKP: 14
- Sonst.: 1
- KP: 13
- ML: 53
- KOK: 32

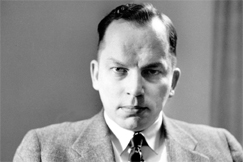
Zwei Monate nach der Wahl wurde Ahti Karjalainen vom Landbund neuer Ministerpräsident Finnlands.

Die Parlamentswahl in Finnland 1962 fand am 4. und 5. Februar 1962 statt. Es war die Wahl zum 23. finnischen Parlament.
Der Landbund, der seit Juli 1961 mit Martti Miettunen den Ministerpräsidenten stellte, ging als Wahlsieger hervor. Die linken Parteien, allen voran die Sozialdemokratische Partei (SDP), aber auch die Volksdemokratische Union und der Sozialdemokratische Bund der Arbeiter- und Kleinbauernschaft, der sich 1959 aus einer SDP-Abspaltung gebildet hatte, verloren Sitze.

## Teilnehmende Parteien
Es traten 10 verschiedene Parteien zur Wahl an.
Folgende Parteien waren bereits im Parlament vertreten:
| Partei | Partei | Ausrichtung        | Spitzenkandidat    |
| ------ | --- | ------------------ | ------------------ |
|        | Demokratische Union des Finnischen Volkes Suomen Kansan Demokraattinen Liitto (SKDL) Demokratiska Förbundet för Finlands Folk (DFFF)                                                       | sozialistisch      | Kusti Kulo         |
|        | Sozialdemokratische Partei Finnlands Suomen Sosialidemokraattinen Puolue (SDP) Finlands Socialdemokratiska Parti                                                                           | sozialdemokratisch | Väinö Tanner       |
|        | Landbund Maalaisliitto (ML) Agrarförbundet | sozialliberal      | Vieno Sukselainen  |
|        | Nationale Sammlungspartei Kansallinen Kokoomus (KOK) Samlingspartiet | konservativ        | Jussi Saukkonen    |
|        | Schwedische Volkspartei Ruotsalainen Kansanpuolue (RKP) Svenska Folkpartiet (SFP) | liberal            | Jan-Magnus Jansson |
|        | Volkspartei Finnlands Suomen Kansanpuolue (KP) Finska Folkpartiet (FFP) | liberal            | Harras Kyttä       |
|        | Sozialdemokratischer Bund der Arbeiter- und Kleinbauernschaft Työväen ja Pienviljelijäin Sosialidemokraattinen Liitto (TPSL) Arbetarnas och Småbrukarnas Socialdemokratiska Förbund (ASSF) | sozialdemokratisch |                    |

## Wahlergebnis
Die Wahlbeteiligung lag bei 85,1 Prozent und damit 10,1 Prozentpunkte über der Wahlbeteiligung bei der letzten Parlamentswahl im Jahr 1958.
| Partei                      | Partei                                                               | Stimmen   | Stimmen | Stimmen | Sitze  | Sitze |
| Partei                      | Partei                                                               | Anzahl    | %       | +/−     | Anzahl | +/−   |
| --------------------------- | -------------------------------------------------------------------- | --------- | ------- | ------- | ------ | ----- |
|                             | Landbund (ML)                                                        | 528.409   | 22,95   | −0,11   | 53     | +5    |
|                             | Demokratische Union des Finnischen Volkes (SKDL)                     | 506.829   | 22,02   | −1,14   | 47     | −4    |
|                             | Sozialdemokratische Partei Finnlands (SDP)                           | 448.930   | 19,50   | −3,62   | 38     | −10   |
|                             | Nationale Sammlungspartei (KOK)                                      | 346.638   | 15,06   | −0,22   | 32     | +3    |
|                             | Volkspartei Finnlands (KP)                                           | 146.005   | 6,34    | +0,44   | 13     | +5    |
|                             | Schwedische Volkspartei (RKP)                                        | 140.689   | 6,11    | −0,39   | 13     | —     |
|                             | Sozialdemokratischer Bund der Arbeiter- und Kleinbauernschaft (TPSL) | 100.396   | 4,36    | +2,61   | 2      | −1    |
|                             | Kleinbauernpartei Finnlands (SPP)                                    | 49.773    | 2,16    | +2,16   | —      | —     |
|                             | Liberaler Bund (VL)                                                  | 12.000    | 0,52    | +0,18   | 1      | +1    |
|                             | Zentrumspartei Finnlands                                             | 8.686     | 0,38    | +0,38   | —      | —     |
|                             | Åländsk Samling*                                                     | 7.261     | 0,32    | +0,04   | 1      | —     |
|                             | Kleinbauernpartei-Finnlands-Opposition                               | 6.329     | 0,27    | +0,27   | —      | —     |
|                             | Sonstige                                                             | 53        | 0,00    | −0,01   | —      | —     |
| Gesamt                      | Gesamt                                                               | 2.301.998 | 100,00  |         | 200    |       |
| Gültige Stimmen             | Gültige Stimmen                                                      | 2.301.998 | 99,65   |         |        |       |
| Ungültige Stimmen           | Ungültige Stimmen                                                    | 8.092     | 0,35    |         |        |       |
| Wahlbeteiligung             | Wahlbeteiligung                                                      | 2.310.090 | 85,09   |         |        |       |
| Wahlberechtigte             | Wahlberechtigte                                                      | 2.714.838 | 100,00  |         |        |       |
| Quelle:                     |                                                                      |           |         |         |        |       |
| Anmerkungen: * Åland-Mandat |                                                                      |           |         |         |        |       |

## Nach der Wahl
Ahti Karjalainen vom Landbund wurde Ministerpräsident einer Regierung bestehend aus Landbund, dem Sozialdemokratischen Bund der Arbeiter- und Kleinbauernschaft, der Schwedischen Volkspartei, der Sammlungspartei und der Volkspartei Finnlands. Im Kabinett saßen auch drei Gewerkschafter, die jedoch im Herbst 1963 die Regierung verließen. Reino Lehto wurde daraufhin mit der Bildung einer Übergangsregierung beauftragt. Unter Lehto verschlechterte sich die Haushaltslage. Im September 1964 wurde Johannes Virolainen vom mittlerweile in Zentrum umbenannten Landbund Vorsitzender einer mehrheitsfähigen Regierung, die aus denselben Parteien des Karjalainen-Kabinetts bestand, mit Ausnahme des Sozialdemokratischen Bunds der Arbeiter- und Kleinbauernschaft. In diese Zeit fiel eine wirtschaftliche Hochphase und zahlreiche Reformen wurden verwirklicht
Übersicht der Kabinette :
1. Kabinett Karjalainen I – Ahti Karjalainen (Landbund) – Regierung aus Landbund, Sozialdemokratischer Bund der Arbeiter- und Kleinbauernschaft, Schwedische Volkspartei, Sammlungspartei, Volkspartei Finnlands (13. April 1962 bis 18. Dezember 1963)
2. Kabinett Lehto – Reino Lehto (parteilos) – Übergangsregierung (18. Dezember 1963 bis 12. September 1964)
3. Kabinett Virolainen – Johannes Virolainen (Zentrum) – Regierung aus Zentrum, Sammlungspartei, Schwedischer Volkspartei, Volkspartei Finnlands (12. September 1964 bis 27. Mai 1966)